# عروسی (فیلم ۱۹۷۲)
عروسی (لهستانی: Wesele) فیلمی به کارگردانی آندری وایدا است که در سال ۱۹۷۲ منتشر شد.

## گزیدهٔ بازیگران
- دانیل اولبریخسکی
- فرانچیشک پیچکا
- مارک پرپچکو
- وویچیخ پشونیاک
- مایا کوموروفسکا
- بوژنا دیکل
- اولگیرد ووکاشِـویچ
- میه‌چیسواف استور
- باربارا وژشینسکا
- یانوش بوکوفسکی
- امیلیا کراکوفسکا
- مارک والچفسکی
- کاژیمیش اوپالینسکی
- چسواف وویکو
- اوا ژنتک
- لشک پیسکورش
- آرتور موئودنیتسکی
- آندژی شچپکوفسکی
- هنریک بوروفسکی
- ویکتور گروتوویچ
- میچیسواف چخوویچ
- ویرگیلیوش گرین
- میه‌چیسواف وُیت
- ایزابلا اولشفسکا